# Мозг и душа
«Мозг и душа» — книга британского нейрофизиолога и нейропсихолога Криса Фрита, которая была переведена на русский язык Петром Петровым и опубликована в издательстве «Corpus». В своей книге автор утверждает, что границы между внешним и внутренним миром не существует и что человеческий мозг определяет восприятие внешнего мира, и основываясь на этом, формирует внутренний мир. Книга вошла в лонг-лист премии Лондонского королевского общества. Дата выхода книги на русском языке — 29 октября 2010 год.

## Об авторе
Крис Фрит изучал естественные науки в Кембриджском университете. Он — приглашенный профессор Орхусского университета в Дании и заслуженный профессор Центра нейродиагностики при Лондонском университетском колледже. Крис Фрит является членом Британской Академии и Американской ассоциации содействия развития науки. Свои работы он посвящает изучению аутизма и шизофрении.

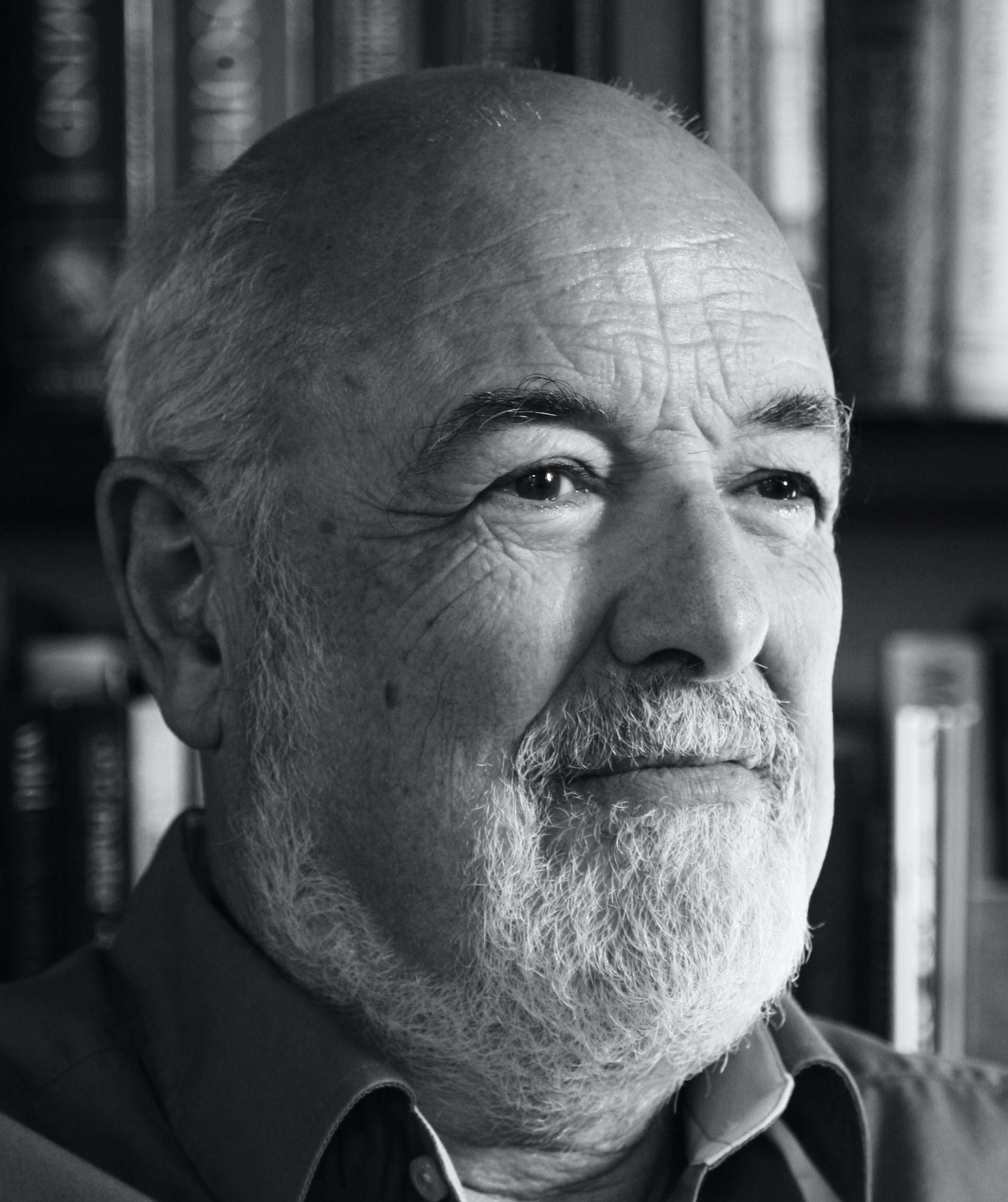
Автор книги Крис Фрит

## Содержание
Книга «Мозг и душа» — это книга о том, как мозг управляет психической деятельностью человека. Автор приводит много примеров, которые тяжело объясняются с точки зрения современной науки. Так, женщина, которая потеряла зрение, решила поучаствовать в одном эксперименте, в ходе которого каждый раз брала палочку из рук другого человека именно с той стороны, с которой ее было брать максимально удобно. Из чего следовало, что у человека есть иные способы ориентирования в пространстве, помимо зрения. Другая девушка, которая страдала от эпилептических припадков, могла сделать подробное описание местности, которую она видела во время этих припадков. Причем она описывала то, что ей привиделось, с подробными деталями, о которых мог знать только человек, который там жил, а эта девушка никогда там не бывала. Автор книги Крис Фрит в своей работе сосредоточил свое внимание на галлюцинациях, идеях и навязчивых состояниях. Он считает, что то, о чем люди думают как о свое в нервной системе, может быть просто другим режимом анализа информации, о котором мы еще не знаем.

## Отзывы
Это одна из редких книг на русском языке, в которой профессионально и доступно повествуется о том, как устроен ментальный мирАлександр Каплан, «Московские новости»
Также Александр Каплан отмечает, что в книге разбираются детали анатомического устройства мозга человека, повествуется о зарождении и развитии психических образов. В книге используются данные про изменение активности структур мозга при том или ином поведенческом действии.
New Scientist называет книгу Криса Фрита великолепной и делает акцент нам, что автор раскрывает тему иллюзий, галлюцинаций, подражания и воображения. Пишет предельно ясно про понятия и эксперименты.
В 2021 году книга получила высокие оценки экспертов программы Всенаука и стала доступна для бесплатного и легального скачивания в рамках проекта Дигитека.